# Tubarao (popolo)
I tubarao (o anche aikanã) sono un gruppo etnico del Brasile che ha una popolazione stimata in circa 180 individui (2005). Parlano la lingua tubarao (codice ISO 639: TBA) e sono principalmente di fede animista.
Vivono nello stato brasiliano di Rondônia, ad ovest di Vilhena, vicino all'autostrada Cuiabá-Porto Velho.
Denominazioni alternative: aikanã, mundé, wari, uari, corumbiara, kolumbiara, huari.